# シュヴェツィンゲン音楽祭

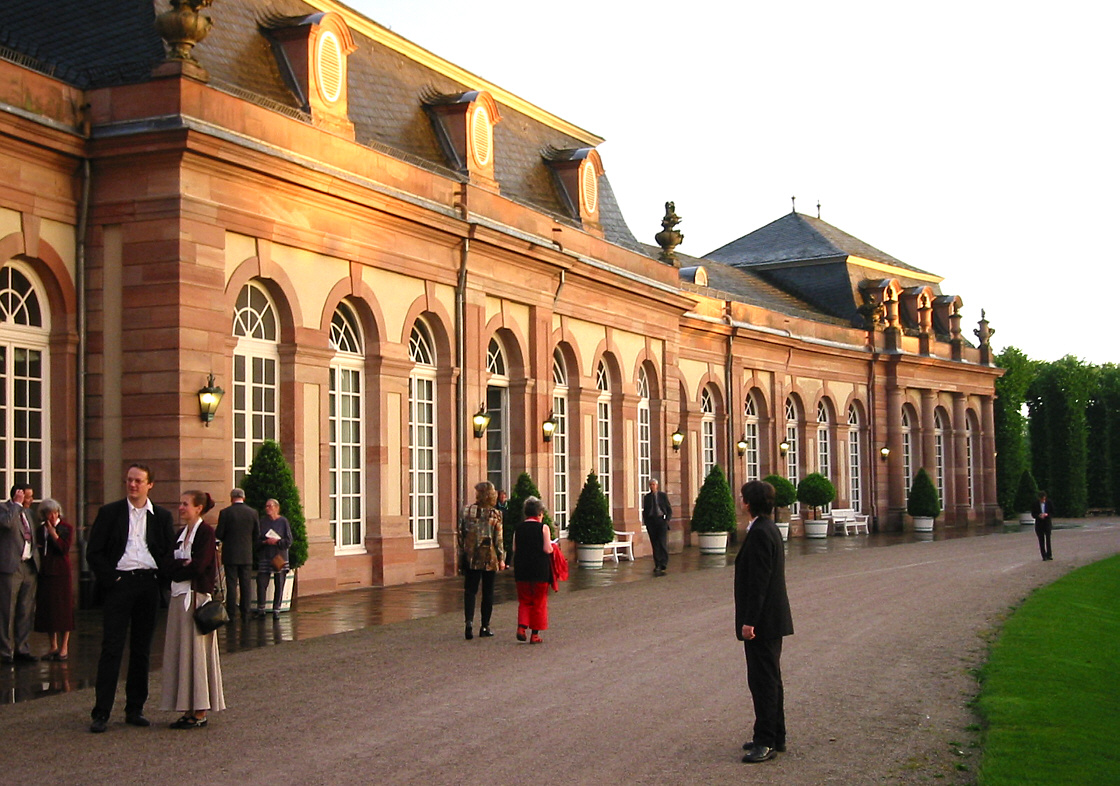
ロココ劇場

シュヴェツィンゲン音楽祭（ドイツ語: Schwetzinger Festspiele）は、ドイツのシュヴェツィンゲンで毎年4月から6月に開催される音楽祭。最近の正式名称はSWRシュヴェツィンゲン音楽祭。

## 概要
音楽祭のメイン会場はシュヴェツィンゲン城内のロココ劇場である。シュヴェツィンゲン城はプファルツ選帝侯カール・テオドールの夏の離宮として建設され、ロココ劇場は1753年にニコラ・ド・ピガージュの設計で建設された。1778年にカール・テオドールの宮廷がミュンヘンに移動すると、シュヴェツィンゲン城は長い眠りに落ちたが、1937年にロココ劇場の修復がなされた。ここを舞台に1952年に南西ドイツ放送の主催で音楽祭が創設された。
ロココ劇場では2種類のオペラ公演が行われる。1つは新作オペラの初演で、もう1つはバロック時代・古典派時代の埋もれたオペラの復活上演である。他に管弦楽曲や室内楽曲のコンサートも行われ、ギドン・クレーメルやチェチーリア・バルトリのような国際的な演奏家と若手演奏家が共演する。またバーバラ・ヘンドリックス、フリッツ・ヴンダーリヒ、テレサ・ベルガンサなどは駆け出しのころに音楽祭に出演し、キャリアを積んだ。なお一部の教会音楽のコンサートはシュパイアーの大聖堂とトリニティ教会で行われる。

## 主な初演作品
- 1956年：審問官（オペラ、ヴェルナー・エック）
- 1961年：若い恋人たちへのエレジー（オペラ、ハンス・ヴェルナー・ヘンツェ）
- 1964年：デメテル（バレエ、ボリス・ブラッハー）
- 1968年：プレザンス（バレエ、ベルント・アロイス・ツィンマーマン）
- 1969年：美しいユリの物語（オペラ、ギーゼルヘル・クレーベ）
- 1971年、メルズィーネ（オペラ、アリベルト・ライマン）
- 1983年：イギリスの猫（オペラ、ヘンツェ）
- 1984年：オフィーリア（オペラ、ルドルフ・ケルターボルン）
- 1988年：森（オペラ、ロルフ・リーバーマン）
- 1991年：エンリコ（オペラ、マンフレート・トロヤーン）
- 1994年：ザンジバル（オペラ、エックハルト・マイヤー）
- 1997年：ダンスレッスン（バレエ、ヘンツェ）
- 1997年：バビロン（オペラ、デトレフ・ホイジンガー）
- 1998年：死の花（オペラ、サルヴァトーレ・シャリーノ）
- 2001年：ベーコン（オペラ、マヌエル・イダルゴ）
- 2002年：マクベス（オペラ、シャリーノ）
- 2007年：山の老人（オペラ、ベルンハルト・ラング）
- 2009年：プロセルピナ（ソプラノと女声合唱とオーケストラのための、ヴォルフガング・リーム）
- 2010年：ル・ペール（音楽劇、ミカエル・ジャレル）
- 2011年：血の家（オペラ、ゲオルク・ハース）
- 2012年：IQ（オペラ、エンノ・ポッペ）
- 2013年：トーマス（オペラ、ゲオルク・ハース）
- 2014年：Re:igen（オペラ、ベルンハルト・ラング）

## バロック・古典派音楽の復活上演
- 2000年：世界の分割（ジョヴァンニ・レグレンツィ）
- 2001年：哲学者の魂（フランツ・ヨーゼフ・ハイドン）
- 2002年：良い夫（ゲオルク・ベンダ）
- 2003年：森の息子（イグナーツ・ホルツバウアー）
- 2004年：ヴァネツィアのテオドロ王（ジョヴァンニ・パイジエッロ）
- 2005年：テレマコ（アレッサンドロ・スカルラッティ）
- 2006年：プロセルピナ（ヨーゼフ・マルティン・クラウス）
- 2007年：ジュスティーノ（レグレンツィ）
- 2008年：テーベの女王ニオベ（アゴスティーノ・ステッファーニ）
- 2009年：エツィオ（ゲオルク・フリードリヒ・ヘンデル）
- 2010年：アンドロマケー（アンドレ＝エルネスト＝モデスト・グレトリ）
- 2011年：テレマコ（クリストフ・ヴィリバルト・グルック）
- 2012年：ロザムンデ（アントン・シュヴァイツァー）